# Il padre della sposa (serie televisiva)
Il padre della sposa (Father of the Bride) è una serie televisiva statunitense in 34 episodi trasmessi per la prima volta nel corso di una sola stagione dal 1961 al 1962. La serie è basata sul film del 1950 dallo stesso titolo, Il padre della sposa

## Trama
Katherine 'Kay' Banks, figlia di una ricca famiglia statunitense decide di sposarsi. A soffrire di più per il suo matrimonio è il padre Stanley.

## Personaggi
- Stanley Banks (34 episodi, 1961-1962), interpretato da	Leon Ames.
- Eleanor 'Ellie' Banks (34 episodi, 1961-1962), interpretata da	Ruth Warrick.
- Katherine 'Kay' Banks (34 episodi, 1961-1962), interpretata da	Myrna Fahey.
- Thomas 'Tommy' Banks (34 episodi, 1961-1962), interpretato da	Rickie Sorensen.
- Buckley Dunston (34 episodi, 1961-1962), interpretato da	Burt Metcalfe.
- Doris Dunston (32 episodi, 1961-1962), interpretata da	Lurene Tuttle.
- Herbert Dunston (32 episodi, 1961-1962), interpretato da	Ransom M. Sherman.
- Miss Bellamy (2 episodi, 1961-1962), interpretata da	Irene Tedrow.

## Produzione
La serie fu prodotta da Columbia Broadcasting System e MGM Television e girata negli studios della Metro-Goldwyn-Mayer a Culver City in California.
Tra i registi della serie sono accreditati Mort Green, Anton Leader, Fletcher Markle, Gene Reynolds e Richard Whorf.

## Distribuzione
La serie fu trasmessa negli Stati Uniti dal 1961 al 1962 sulla rete televisiva CBS.
Alcune delle uscite internazionali sono state:
- negli Stati Uniti il 29 settembre 1961 (Father of the Bride)
- in Francia il 25 maggio 1964 (Le père de la mariée)
- in Italia (Il padre della sposa)
- in Finlandia (Morsiamen isä)

## Episodi
| Stagione       | Episodi | Prima TV originale |
| -------------- | ------- | ------------------ |
| Prima stagione | 34      | 1961-1962          |